# Maurice Andrieu (artiste)
 (mai 2023).
Si vous disposez d'ouvrages ou d'articles de référence ou si vous connaissez des sites web de qualité traitant du thème abordé ici, merci de compléter l'article en donnant les références utiles à sa vérifiabilité et en les liant à la section « Notes et références ».
Pour les articles homonymes, voir Maurice Andrieu et Andrieu.
Maurice Andrieu, en occitan Maurici Andrieu, né le 12 décembre 1933 à Paris 12e et mort le 15 novembre 2011 à Toulouse, est un comédien, homme de radio et de télévision français d'expression principalement occitane.
Il ne doit pas être confondu avec son homonyme Maurice Andrieu (1913-1993), député de la Haute-Garonne de 1973 à 1981.

## Biographie
Né dans une famille aveyronnaise, originaire du village de Brandonnet, il passe sa jeunesse à Toulouse. Pendant la guerre, il est envoyé à Brandonnet et vit au contact des habitants qui s'expriment encore en occitan. Il fait la connaissance du félibre Henri Mouly. Au cours de ses études au lycée Pierre-de-Fermat de Toulouse, il pratique le théâtre et le chant lyrique. Il entreprend des études de médecine. En 1966, il intègre l'internat à Nice, sans oublier le théâtre, avec le Cercle Molière, où il joue dans six pièces en deux saisons (1966-1968). Dans les années 1970, il est anesthésiste dans une clinique du Val-de-Marne.
En 1973, il se décide à abandonner la médecine pour revenir au théâtre et à l'Occitanie. De retour à Toulouse, il passe une audition pour l'ORTF et réalise sa première émission télévisée avec la chanteuse occitane Jacmelina.
Maurice Andrieu écrit de la poésie, récompensée par l'Académie des Jeux floraux ; il traduit en occitan et monte le Médecin malgré lui (« Lo mètge per fòrça ») de Molière.
Lorsque la station de radio-télévision Toulouse-Pyrénées, par sa directrice des programmes Madeleine Attal, décide de consacrer une émission à l'occitan, c'est à Maurice Andrieu qu'elle s’adresse : L'ora occitana (« L'heure occitane »), puis Passejadas occitanas (« Promenades occitanes »).
En 1978, il crée la Comedia occitana tolzana (Comédie occitane toulousaine), troupe de théâtre, avec le parrainage et la participation de Laurent Terzieff.
Le premier programme de télévision occitan voit le jour en 1981, Viure al pais (Vivre au pays).
L'aventure de la Comedia tolzana se poursuit avec des adaptations et des créations, dans les locaux de Mix’Art Myrys, un squat de création artistique qui s’est emparé des locaux de l'ancien Grand Hôtel laissés vacants par la Préfecture.
Bien qu'ayant pris sa retraite depuis 1999, Maurice Andrieu continuait ses activités avant d'être emporté par un cancer, à 77 ans.

## Répertoire de laComedia occitana tolzana
- 1980 - 1984 :
  - Lo Mètge per fòrça (Le médecin malgré lui), de Molière.

Traduction languedocienne de Maurice Andrieu
Rôle d'Esganarèla + mise en scène.
- 1980 - 1981 :
- Velhada Pèire Godolin.

Un des trois récitants avec Simon Laguens et Nadalia P. Lizon.
- 1983 - 1984 :
  - Espectacle  Joan Baptista Fabre qui regroupe :
    - L'Opèra d'Aubais

Rôle de Capdèt Barrau + mise en scène.
- -     - Lo  Tesaur de sustencion

Rôle de Me Nicòu + mise en scène.
- 1999 :
  - Godolin !... Godolin !...

Version nouvelle de la veillée Pèire Godolin
Un des trois récitants avec Simon Laguens et Enriqueta Surin.
- 2000 :
  - Pastorala per Roèrgue, d'Yves Garric

Rôle de l'Ange. Pièce non montée
- 2002 - 2003 :
  - Lo Glossari, de Max Rouquette

Rôle de Mme Sicè + mise en scène.
- 2002 - 2008 :
  - Spectacle de Contes e Cançons tradicionals'’

Seul au milieu du public
- 2005 :
  - Poèmas, contes e cançons de totas las colors

Cinq représentatíons avec Xavièr Bach e Pèire Joan Bernard.
- 2006 - 2009 :
  - Sortilègis per Rire, regroupant :
    - L'Endevinhaire, de Max Rouquette
    - Lo Sorcièr  Repentit de Frederic Cairon

Rôles de Crèbatinas et du chef de cabinet + mise en scène avec le foyer ruralural d'Aurevile.
- 2006 :
  - Antigòna de Sophocle, traduction de Marceau Esquieu

Rôle de Créon + mise en scène.
- 2007 :
  - Poèmas e cançons de totas las colors

David Geurten : chansons & slam ;
Maurici Andrieu : cchansons, poésie classique.

## Filmographie
- 1974 :
  - Le Passe-Montagne de Christian Bernadac. Feuilleton TF1 en français. Réal. Jean Vernet.
  - Pour une fleur d'or ou d'argent. Auteur & interprète. TV Règle Tolosa, bilingue, avec Jacmelina. Réal. Claude Dagues.
- 1977 :
  - Un maréchal entêté. Téléfilm en français. Réal. Michel Ayats. FR3.
- 1978 :
  - Camicalement vôtre. Émission TV en français, réal. Eladio Monino. FR3.
  - Demandez la Dépêche. Téléfilm en français. Réal. Michel Ayats. FR3.
  - Une étrange cour d'amour. no 4 de Un Juge un flic. Réal. Denys de la Patellière. Une scène avec Michel Duchaussoy. A2.
- 1981 :
  - Amont ostau de la colina. Émission TV en occitan, réal. Eladio Monino de et avec Marcel Amont. FR3 Toulouse Montpellier.
- 1981 - 1998 :

Animateur puis journaliste (1990) producteur et présentateur de Viure al País à France 3 Sud.
- 1982 :
  - Escale imprévue. Téléfilm en français. real. Renée Darbon. FR3.
- 2003 : Les Aventures de Catinou et Jacouti de Christian Attard
- 2004 :  
  - Totem et Tabou (Male Relatives) rôle de Gilles, réal. Morgane Herma de l'ESAV.
- 2005 :
  - Jurassic Scarlet Ròtle de Mephisto, réal. Morgane Herma de l'ESAV.
- 2007 :
  - L'accent, réal. Marc Khane. F3 Sud.

## Discographie
- 1977 :
  - 33T Revolum Bufòla e lo lop blanc / Las tres messas bassas avec Georges Vaur « Piroulet », Nadala Veriac, Enric Berís.

Comèdia Occitana Tolzana en préfiguration.
- 1982 :
  - Double album 33 T Revolum Lo mètge per fòrça de Molière

Comèdia Occitana Tolzana.
- 2007 :
  - CD  Godolin !... Godolin !...

Comèdia Occitana Tolzana avec Enriqueta Surin et Simon  Laguens, et avec Joan Pèire Lafita et Pavel Matack, musiciens.